# Melleroy
Melleroy é uma comuna francesa na região administrativa do Centro, no departamento Loiret. Estende-se por uma área de 24,42 km². Em 2010 a comuna tinha 509 habitantes (densidade: 20,8 hab./km²).